# Vass József (klasszika-filológus)
Vass József (Zalaegerszeg, 1813. március 19. – Buda, 1873. január 13.) klasszika-filológus, történész, piarista áldozópap és tanár, a Magyar Tudományos Akadémia levelező tagja.

## Élete
Szülőföldjén végezte gimnáziumi tanulmányait. 1833. szeptember 12-én a piarista rendbe lépett és 1841. augusztus 5-én felszenteltetett. Tanár volt Budán, Szegeden, Kolozsvárt és Vácon; mindenütt mint a magyar nyelv kiváló és szorgalmas búvára; de feltűnt az óklasszikai irodalom és a történetnyomozás terén is. Miután az erdélyi Múzeum-egyesület az 1850-es években tagjává választotta, 1858. december 15-én a Magyar Tudományos Akadémia is levelező tagjai sorába fogadta.

## Írásai
Cikkei a következő évkönyvekben, folyóiratokban és hirlapokban: a kolozsvári nagygymnasium Évkönyve (1852. Magyar nyelv és nemzetiség, 1854. Latin-magyar szótárirodalmunk); Hetilap (Kolozsvár, 1854. 38. sz. Husvéti határjárás Zalában); Családi Lapok (1856. Magyar egyháznagyok levelei I. Apafi Mihály fejedelemhez, Bornemissza Kata levele, 1857. Rajzolatok erdélyi utazásom naplójegyzeteiből); Uj M. Múzeum (1856. Kolozsvár siralmai 1699); Erdélyi Múzeum-Almanach (1857. Nyelvünk és Erdély úrhölgyei a XVII. században); Vasárnapi Ujság (1858. Mártonfi József erdélyi püspök életrajza, 1859. Tinódi Sebestyén életrajza); M. Sajtó (1859. 241-249. sz. Irányeszmék Cornelius-szótáramhoz. Székfoglaló az Akadémiában nov. 28.); M. Sion (1863. Kisdi Benedek egri püspök s a kassai akadémia kétszázados emlékezete, Gasparik Kázmér váczi nagyprépost életrajza) sat.; az Egyetemes magyar Encyclopaediának is munkatársa volt. Számos cikke és egyéb munkálatai felsorolvák a Magyar Tudományos Akadémia Almanachjaiban (1861-1871).

## Munkái
- A latin nyelv ékes szókötése. A honi ifjúságnak segédkönyvül. Szeged, 1846 (2. kiadás. Uo. 1851., 3. átdolg. k. 1864., 4. átdolg. kiadás. 1870. Uo.)
- Jó nap. Imakönyv a r. kath. székely nép számára. Kolozsvár, 1857 (2. kiadás)
- Dunántúli nyelvjárás. Jutalmazott pályamunka. Pest, 1860 (különnyomat a M. Nyelvészetből)
- Cornelii Nepotis vitae excellentium imperatorum. Lexicon latino-hungaricum (Kézi szótár). Uo. 1861 (2. jav. kiadás. 1864., 3. jav. k. 1865., 4. k. 1867. Uo. 5. jav. kiadás. Bpest, 1874)
- Az Anjouk és míveltségünk. A m. kir. egyetem által koszorúzott pályamű. Pest, 1861 (különny. a Budapesti Szemléből)
- Hazai és külföldi iskolázás az Árpád-korszak alatt. A m. tudom. Akadémia által a Gorove-jutalommal koszorúzott pályamunka. Uo. 1862
- Erdély a rómaiak alatt. Az Erdélyi Múzeum-egylet által a Haynald-íjjal jutalmazott pályamunka. Kolozsvár, 1863, térképpel
- Emléklapok Kolozsvár előkorából. Uo. 1865
- Béla király névtelen jegyzőjének kora... A m. kir. tudom. egyetem által a Schwartner-féle jutalommal koszorúzott pályamunka 1864. Uo. 1856
- Erdély országgyűlései a vajdák alatt 1002–1540. Uo. 1870

Naplójegyzetei: 1857. dec. 5-31., 1858. jan. 2.-márc. 24. és 1862. nov. 22-25. (a Magyar Nemzeti Múzeum könyvtárában levő Friebeisz István Délibáb Naptárában 1858-ra).